# 埃斯基亞斯
埃斯基亞斯（西班牙語：Esquías，西班牙語發音：[esˈkias]），是洪都拉斯的城鎮，位於該國中西部，由科馬亞瓜省負責管轄，始建於1600年，面積391.40平方公里，海拔高度680米，2001年人口14,342，人口密度每平方公里36.64人。
14°44′N 87°22′W / 14.733°N 87.367°W